# 3031 Houston
A 3031 Houston (ideiglenes jelöléssel 1984 CX) a Naprendszer kisbolygóövében található aszteroida. Edward L. G. Bowell fedezte fel 1984. február 8-án.